# Méndez Núñez (1869)
Іспанський броненосець «Мендес Нуньєс» — броньований корвет із дерев'яним корпусом, перероблений із 38-гарматного парового фрегата «Ресолюсьон» у 1860-х роках після того, як корабель зазнав сильних ушкоджень під час Іспано-південноамериканської війни 1864—1866 років.

## Будівництво і служба
«Ресолюсьон» було закладено 22 вересня 1859 року Reales Astilleros de Esteiro у Ферролі та спущено на воду 19 вересня 1861 року. Завершено 28 квітня 1862 року, корабель відіграв важливу роль у війні за острови Чинча. «Ресолюсьон» брав участь у різних військових операціях, таких як блокада чилійського узбережжя (під час бою 17 листопада 1865 чилійці захопили озброєний катер з фрегата), обстрілу Вальпараїсо та битві при Кальяо. Він сильно постраждав під час війни і в 1867—1870 роках був перебудований на броньований корвет. Завершено в лютому 1870 року, 21 серпня 1870 корабель було перейменовано на «Мендес Нуньєс» на честь адмірала Касто Мендеса Нуньєса. Після завершення корабель був приписаний до Середземноморської ескадри.
У середині 1873 року Перша Іспанська республіка була охоплена Кантональною революцією під час Третьої карлістської війни. Революціонери захопили Картахену 12 липня, коли основна частина Середземноморської ескадри була в порту. Крім самого «Мендеса Нуньєса» вона включала броньовані фрегати «Віторія», «Нумансія» і «Тетуан». Німецький броньований фрегат «Фрідріх Карл» і британський «Свіфтшур» захопив «Віторію» та дерев'яний паровий фрегат як піратів після того, як вони погрожували бомбардувати Альмерію, якщо не буде сплачено викуп, і пізніше передав їх національному уряду 26 вересня. 8 серпня «Мендеса Нуньєс» сів на мілину, намагаючись відвоювати «Нумансію» та «Вікторію». Пізніше «Нумансія» та «Мендес Нуньєс» атакували прибережні укріплення, що захищали Аліканте, і зазнали легких пошкоджень. 11 жовтня всі три кантоністські броненосці «Нумансія», Тетуан і «Мендес Нуньєс» були в морі, коли біля Картахени їх атакував невелика урядова ескадра під проводом «Віторії». Не бажаючи фактично потопити кораблі повстанців, урядові кораблі трималися на відстані та зірвали спробу повстанців наблизитися до них. Останні втратили 13 убитих і 49 поранених під час сутички. 13 жовтня  «Мендес Нуньєс» сів на мілину, залишаючи Картахену разом із «Нумансією» та «Тетуаном». Його підняли. 23 жовтня уряд заблокував Картахену, а 12–13 січня 1874 року місто здалося.